# ヒヨス

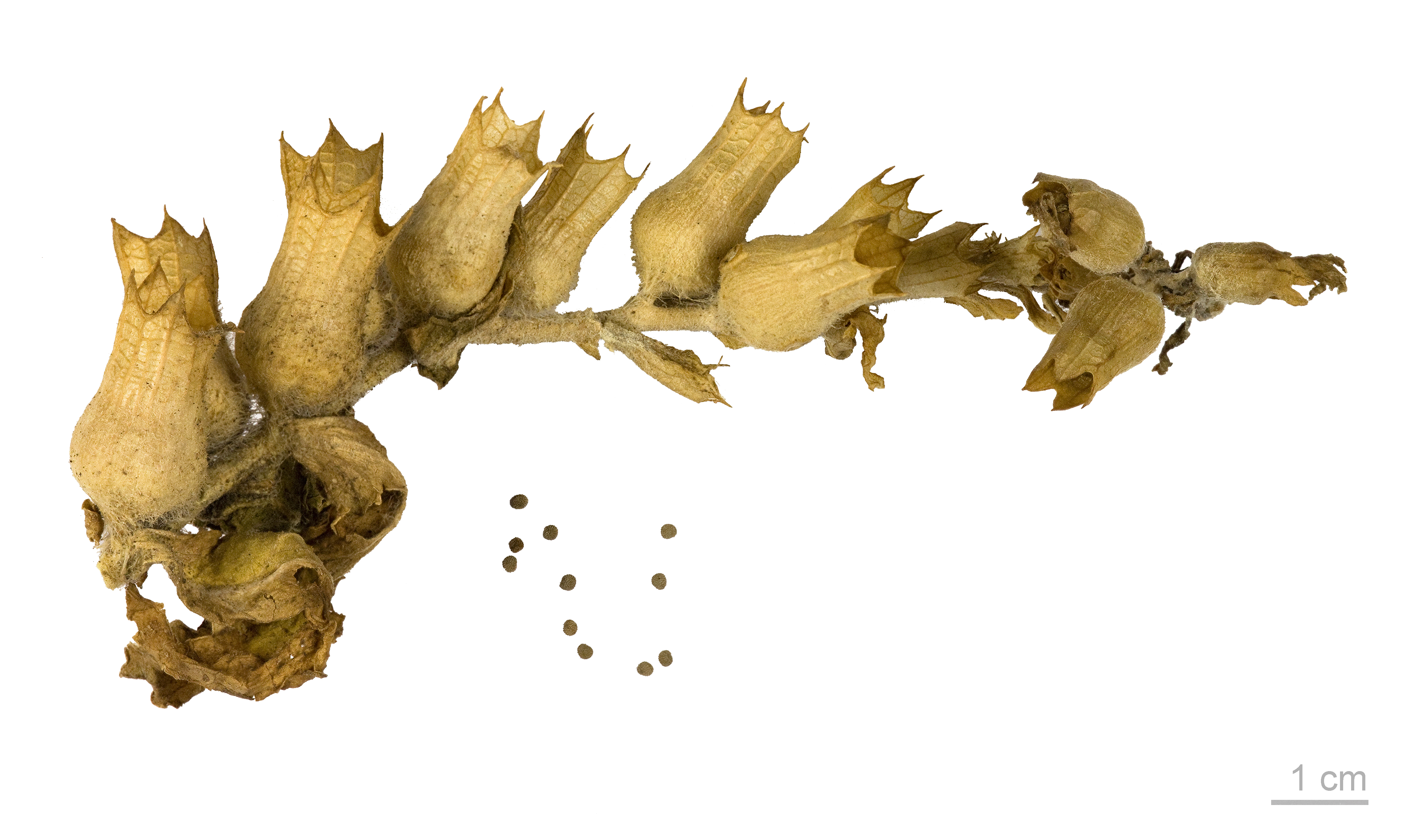
Hyoscyamus niger

ヒヨス（Hyoscyamus niger、菲沃斯）は、ユーラシア大陸原産のナス科の植物である。現在は世界中に分布している。多年草または一年草で、園芸植物や薬用植物として用いられる。
リンネの『植物の種』(1753年) で記載された植物の一つである。

## 毒性と歴史的な利用
ヒヨスは、マンドレイク、ベラドンナ、チョウセンアサガオ等の植物と組み合わせて、その向精神作用を利用して麻酔薬として歴史的に用いられてきた。向精神作用としては、幻視や浮遊感覚がある。ヒヨスの利用は大陸ヨーロッパ、アジア、中東で始まり、中世にはイギリスに伝わった。古代ギリシア人によるヒヨスの利用はガイウス・プリニウス・セクンドゥスによって記録されている。この植物はHerba Apollinarisと記述され、アポローンの神官によって神託を得るのに用いられた。
ヒヨスには毒性があり、動物なら少量で死に至る。henbaneという英名は1265年まで遡る。語源は定かではないが、"hen"はニワトリという意味ではなく、恐らくもともとは「死」を意味していた。ヒヨスの葉や種子には、ヒヨスチアミン、スコポラミン、その他のトロパンアルカロイドが含まれている。人間がヒヨスを摂取した時の症状には、幻覚、瞳孔散大、情動不安、肌の紅潮等がある。また人によっては頻脈、痙攣、嘔吐、高血圧、超高熱、運動失調等の症状が表れることもある。
全ての動物が毒性の影響を受けるわけではなく、ヨトウガ等のチョウ目の幼虫はヒヨスの葉を食糧としている。
11世紀から16世紀にホップに代用されるまで、ヒヨスはビールの原料として風味付けに用いられてきた（例えば、1516年のビール純粋令では、ビールの原料として麦芽、ホップ、水以外の使用が禁じられた）。

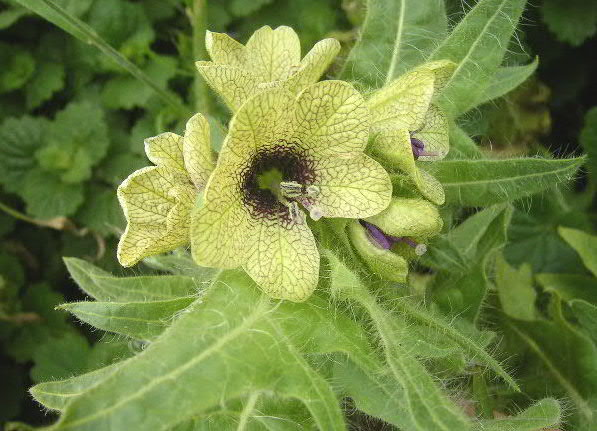
ヒヨスの花

1910年、ロンドン在住のアメリカ人ホメオパシー実践者であるホーリー・ハーヴェイ・クリッペンは、妻を毒殺するのにヒヨスから抽出したスコポラミンを用いたと言われている。
またハムレットの父の耳に注がれたヘベノンという毒物はヒヨスのことであると考えられている。（ただし他の説もある。）

## 誤解
2008年、シェフのアントニー・トンプソンは、Healthy and Organic Living誌の8月号に「ヒヨスをサラダに入れると美味である」と寄稿した。その後彼は、アカザと混同していて間違えたと釈明し、購読者に対し、「ヒヨスはとても毒性が強く、決して食べてはならない」という警告文を郵送した。